# グルーヴ・イレーション
『グルーヴ・イレーション』（Groove Elation）は、アメリカ合衆国のジャズ・ギタリスト、ジョン・スコフィールドが1995年に発表したスタジオ・アルバム。

## 背景
スコフィールドは本作を最後として、1989年より続いてきたブルーノート・レコードとの契約が完了し、本作リリース後にはヴァーヴ・レコードへ移籍した。前スタジオ・アルバム『ハンド・ジャイヴ』（1994年発売）と並び、スコフィールドのブルーノート時代の作品としては、特にファンク色の強いアルバムとみなされている。また、スコフィールドのリーダー・アルバムとしては初めて本格的なホーン・セクションが起用されており、4人の管楽器奏者はいずれも、ソロを演奏せずアンサンブルに専念した。

## 反響・評価
アメリカでは『ビルボード』のジャズ・アルバム・チャートで21位を記録した。スコット・ヤナウはオールミュージックにおいて5点満点中4.5点を付け「かなりブルース色が強く、時にはバップ的かつレイドバックしており、1960年代のジミー・スミスやリチャード・グルーヴ・ホルムズを思わせるサウンド」と評している。

## トラック・リスト
全曲ともジョン・スコフィールド作曲。
| #   | タイトル                                           | 作詞 | 作曲・編曲 | 時間 |
| --- | -------------------------------------------------- | ---- | ---------- | ---- |
| 1.  | 「レイジー - Lazy」                                |      |            | 4:48 |
| 2.  | 「ペキュリアー - Peculiar」                        |      |            | 6:35 |
| 3.  | 「レット・ザ・キャット・アウト - Let the Cat Out」 |      |            | 5:37 |
| 4.  | 「KOOL - Kool」                                    |      |            | 4:52 |
| 5.  | 「オールド・ソウル - Old Soul」                    |      |            | 5:23 |
| 6.  | 「グルーヴ・イレーション - Groove Elation」        |      |            | 6:51 |
| 7.  | 「カルロス - Carlos」                              |      |            | 7:29 |
| 8.  | 「ソフト・シュー - Soft Shoe」                     |      |            | 6:07 |
| 9.  | 「レット・イット・シャイン - Let It Shine」        |      |            | 6:05 |
| 10. | 「ビッグトップ - Bigtop」                          |      |            | 6:32 |

## パーソネル
- ジョン・スコフィールド - エレクトリック・ギター、アコースティック・ギター
- ラリー・ゴールディングス - オルガン、ピアノ
- デニス・アーウィン - ダブル・ベース
- アイドリス・ムハマド - ドラムス
- ドン・アライアス - パーカッション
- ランディ・ブレッカー - トランペット、フリューゲルホルン
- スティーヴ・トゥーレ - トロンボーン
- ビリー・ドリュース - テナー・サクソフォーン
- ハワード・ジョーンズ - バリトン・サクソフォーン、チューバ、バスクラリネット